# Skurowa
Skurowa – wieś w Polsce położona w województwie podkarpackim, w powiecie dębickim, w gminie Brzostek.
W latach 1975–1998 miejscowość administracyjnie należała do województwa tarnowskiego.
Wioska usytuowana jest na wzgórzu, w pobliżu rzeki Wisłoki, z gminną miejscowością Brzostek długo łączył ją prom, kilkanaście lat temu wojsko wybudowało na Wisłoce most, umocniony i wyremontowany w 2002 roku.
Do XIX wieku Skurowa była własnością książęcej rodziny Woronieckich. W 1805 roku urodził się tutaj książę Mieczysław Woroniecki, uczestnik powstania listopadowego, dowódca legionu polskiego na Węgrzech w czasie Wiosny Ludów.
W Skurowej urodził się także Józef Jałowy, ksiądz, doktor teologii, rektor Kościoła Chrystusa Króla w Rzeszowie, autor licznych publikacji, m.in. dotyczących miejscowości parafialnej Przeczyca.

## Części wsi
| SIMC    | Nazwa    | Rodzaj    |
| ------- | -------- | --------- |
| 0814978 | Budy     | część wsi |
| 0814984 | Czapiec  | część wsi |
| 0814990 | Odwodzie | część wsi |
| 0815009 | Rzeki    | część wsi |

## Zabytki
- Cmentarz wojenny nr 229 - Błażkowa